# Rita Kersting
Rita Kersting (* 1969 in Goch) ist eine deutsche Kunsthistorikerin und Kuratorin.

## Leben und Wirken
Rita Kersting studierte Kunstgeschichte an der Universität zu Köln und absolvierte eine Kuratoren-Ausbildung am De Appel Centre for Contemporary Art in Amsterdam. Ab 2000 arbeitete sie als Kuratorin an den Kunstmuseen Krefeld. Von 2001 bis 2006 war sie Direktorin des Kunstvereins für die Rheinlande und Westfalen in Düsseldorf. 2012 wurde sie zur Leiterin für Zeitgenössische Kunst im Israel-Museum von Jerusalem ernannt, wo sie bis 2016 tätig war.
Rita Kersting war von 2014 bis 2018 Mitglied im Aufsichtsrat des Stedelijk Museum in Amsterdam. Sie ist Fellow des International Curatorial Institute am Museum of Modern Art in New York. Seit September 2016 ist sie stellvertretende Direktorin des Museums Ludwig in Köln.
Sie ist verheiratet mit Guido de Werd. Sie haben zwei Kinder.

## Kuratierte Ausstellungen
- 2014: Unstable Places – New in contemporary art, Gelerie Wolff
- 2015: We The People, Israel-Museum, Jerusalem
- 2016: The Shadow of Color, Israel-Museum, Jerusalem
- 2016: The Distance of a Day, Israel-Museum, Jerusalem
- 2016: mit Kobi Ben-Meir: Georges Adéagbo, Israel-Museum, Jerusalem
- 2016: Gerhard Richter: Neue Bilder, Museum Ludwig, Köln
- 2018/2019: mit Matthias Mühling, Isabelle Jansen: Gabriele Münter: Malen ohne Umschweife, Museum Ludwig, Köln
- 2019: Nil Yalter: Exile is a Hard Job, Museum Ludwig, Köln

## Schriften
Rita Kersting ist Autorin, Mitautorin oder Bearbeiterin von Ausstellungskatalogen.
- Für Kleve gewonnen. 1987–1992. Freunde des Städtischen Museums Haus Koekkoek, Kleve 1992, DNB 931555361.
- Deutsche Kunst im 20. Jahrhundert. Vom Expressionismus bis zur Gegenwart. Galerie Schönewald und Beuse, Krefeld 1996, OCLC 886322700.
- mit Anette Freudenberger: Zero gravity. König, Köln 2001, ISBN 3-88375-501-X.
- Mitautorin: Sam Durant. Hatje Cantz, Ostfildern-Ruit 2002, ISBN 3-7757-9120-5.
- mit Anette Freudenberger: Richard Wright. König, Köln 2002, ISBN 3-88375-620-2.
- mit Anette Freudenberger: Silke Otto-Knapp, Orange view. Kunstverein für die Rheinlande und Westfalen, Düsseldorf 2003, ISBN 3-925974-62-8.
- mit Harald Kunde: Into the light. Johannes Wohnseifer. Ludwig-Forum für Internationale Kunst, Aachen 2004, ISBN 978-3-929292-31-2.
- Manfred Tischer. Fotografien. Kunstverein für die Rheinlande und Westfalen, Düsseldorf 2004, ISBN 3-925974-63-6.
- Josef Kramhöller. König, Köln 2004, ISBN 3-88375-870-1.
- mit Harald Kunde: Into the light. Johannes Wohnseifer. Ludwig-Forum für Internationale Kunst, Aachen 2004, ISBN 3-929292-31-9.
- (Red.): 175 Jahre Kunstverein für die Rheinlande und Westfalen. Kunstverein für die Rheinlande und Westfalen, Düsseldorf 2004, ISBN 3-925974-64-4.
- Mitautorin: Höherweg 271. Richter, Düsseldorf um 2005, ISBN 3-937572-38-4.
- Mitautorin: Passionate Single – Anja Ciupka. Verlag für Moderne Kunst, Nürnberg 2009, ISBN 978-3-941185-54-8.
- Mitautorin: The Art of Tomorrow. Distanz, Berlin 2010, ISBN 978-3-89955-406-9.
- mit Bettina Malcomess: Serge Alain Nitegeka. Black Subjects. Stevenson, Kapstadt 2012, OCLC 824711102.